# Архітектура Японії

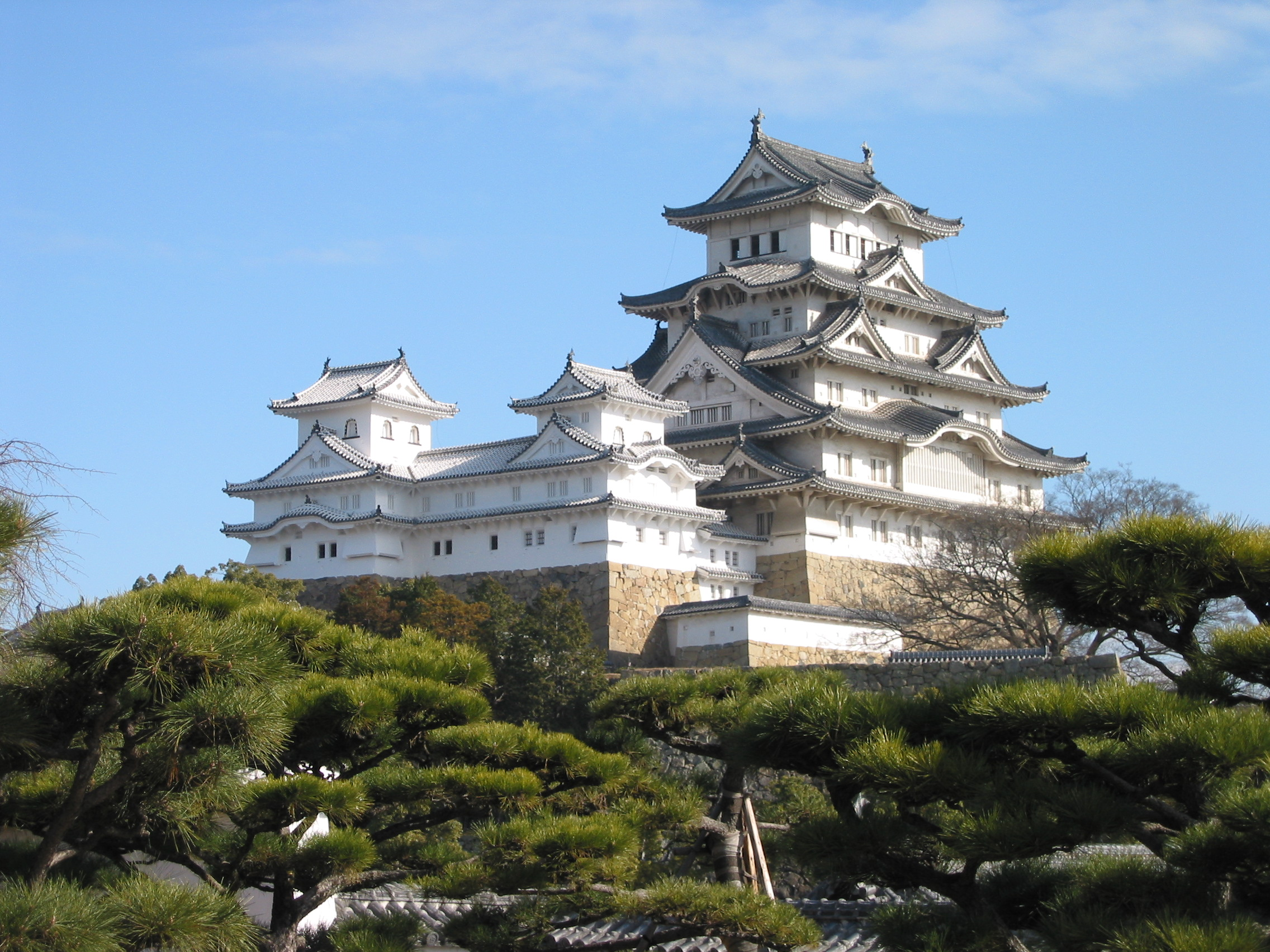
Один з непоруйнованих замків країни — замок Хімедзі, префектура Хіого

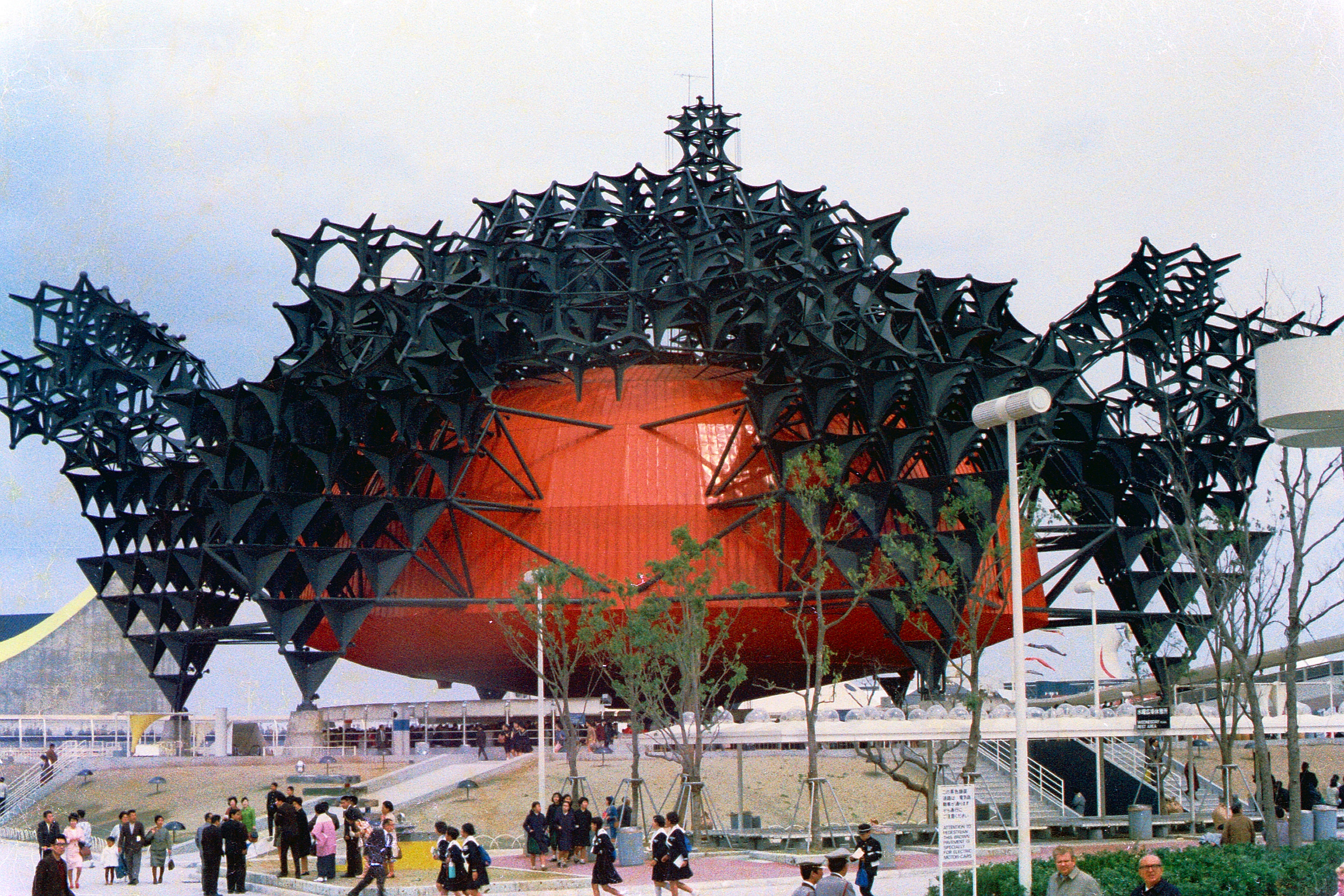
Арх. Кісьо Курокава. Виставка Експо-1970, місто Осака, виставковий павільйон фірми Тошиба (Toshiba-IHI).

Архітектура Японії  — період розвитку національної японської архітектури за декілька століть.

## Загальна характеристика
В архітектурі Японії помітні запозичення з китайської архітектури. На  відміну від китайських і створених в Японії під впливом китайського стилю будівель, для типово японських споруд характерна асиметрія.
В цілому, для японської архітектури характерне прагнення до простоти. Споруди світлі і відкриті, в основному складаються з прямокутних елементів.
Для традиційної японської архітектури аж до періоду Мейдзі головним будівельним матеріалом була деревина. Причинами використання дерев'яних конструкцій були доступність і простота виготовлення. Крім того, дерев'яні конструкції краще підходили для японського клімату, дозволяли забезпечити природну вентиляцію приміщень, а також дозволяли легко перемістити споруду, розібравши її і зібравши на новому місці.
Традиційні дерев'яні житлові будинки простих японців, звані мінка (яп. 民家), максимально пристосовані до клімату країни з частими землетрусами і дощами. Одно- або двоповерхова мінка має міцну каркасну конструкцію із товстих балок з несучою колоною в центрі і розсувними дверима сьодзі. Більш заможні японці могли собі дозволити прикрашати сьодзі декоративними решітками та мозаїкою з дерев'яних планок куміко-дзайку. Стіни не є несучими (позаяк створені з твердих сортів паперу), внутрішній простір ділиться на окремі приміщення за допомогою пересувних ширм. У таких будинках жили селяни, ремісники і торговці. В даний час мінка збереглися тільки в сільській місцевості.

## Стародавня японська архітектура
Збережені зразки архітектури давньої Японії до IV століття практично відсутні.
Відомостей про архітектуру цього періоду в стародавніх японських текстах «Кодзікі» і «Ніхон Сьокі» дуже мало.
Зовнішній вигляд будівель ранньої Японії зазвичай відтворюють за знайденими глиняними моделями житлових будинків ханіва і малюнках на бронзових дзеркалах. Розкопки і дослідження доводять, що споруди раннього періоду японської історії, звані «Тате-ана дзюкьо» («житла з ям»), мали вигляд землянки з дахом, покритої соломою і гілками. Дах підтримувався за допомогою каркаса з дерев'яних опор. Пізніше з'являються споруди на палях «Такаюкі», що служили зерносховищами. Конструкція допомагала запобігти псуванню запасів зерна від повеней, вологості і гризунів.
Такого ж типу споруди будували для старійшин племен.

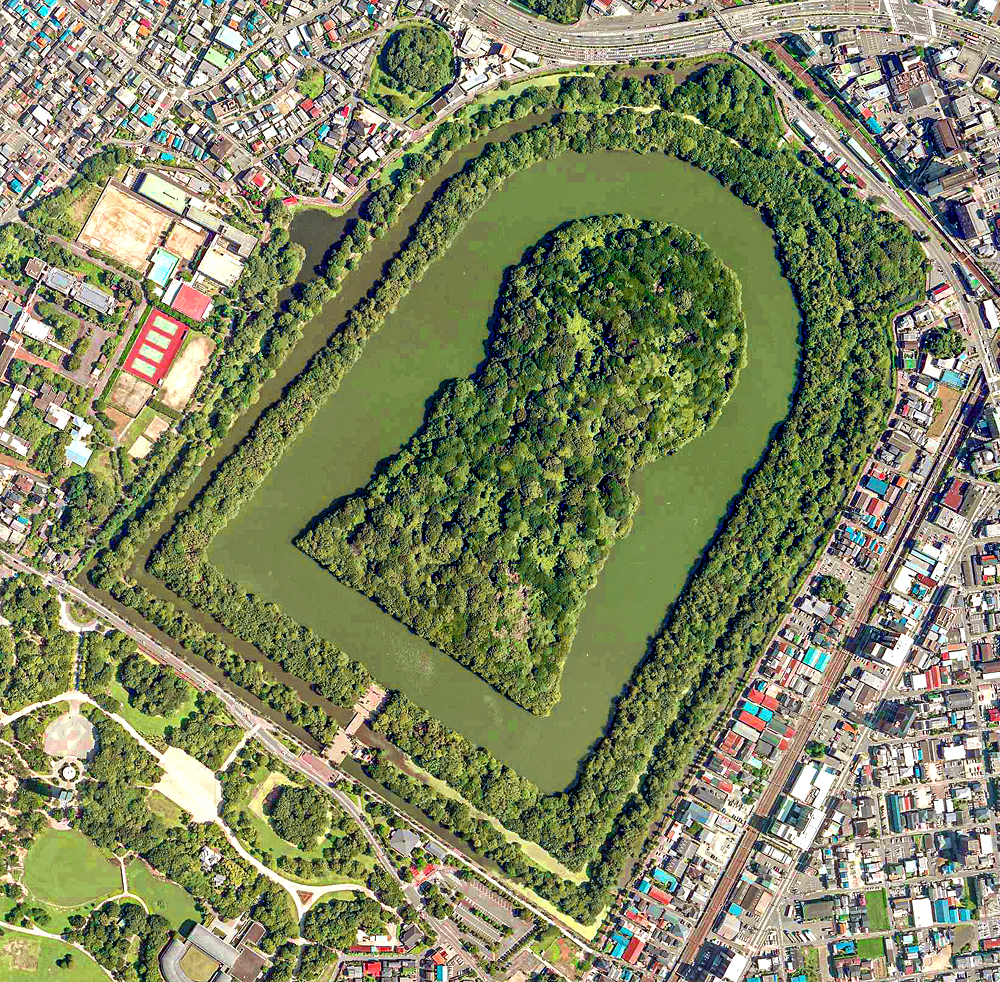
Курган імператора Нінтоку, V століття

| | |                                                       |            |
| Приклади реконструювання будинків періоду Яьой                                                        | Приклади реконструювання будинків періоду Яьой                                                        | Приклади реконструювання будинків періоду Яьой        | Ханіва-дім |
| Реконструкція жител і сторожової вежі на Стоянці Йосіноґарі, недалеко від міста Тоса, префектура Сага | Реконструкція жител і сторожової вежі на Стоянці Йосіноґарі, недалеко від міста Тоса, префектура Сага | Реконструкція житла, місто Сетоуті, префектура Окаяма |            |

В третьому столітті н. е. у так званий період Кофун в районах Осаки і Нари створювали багато величезних курганів, що служили гробницями для правителів і місцевої знаті.
На початок 21 ст. в Японії виявлено більше 10 тис. курганів. Ці споруди мали круглу форму і часто оточувалися ровами з водою по периметру. Один з найвідоміших збережених курганів знаходиться в місті Сакаї, префектура Осака, вважається що це усипальниця імператора Нінтоку.
Це найбільший курган в Японії, його розміри складають 486 метрів в довжину і 305 метрів завширшки. В I — III століття складається традиція зведення синтоїстських святилищ, що становлять комплекс симетрично розташованих будівель.
Власне синтоїстський храм являє собою дерев'яну нефарбовану споруду прямокутної форми на палях з масивним двосхилим дахом.
Стилі — сіммей (Ісе), Тайся (Ідзумо) і Сумієсі (Сумієсі).

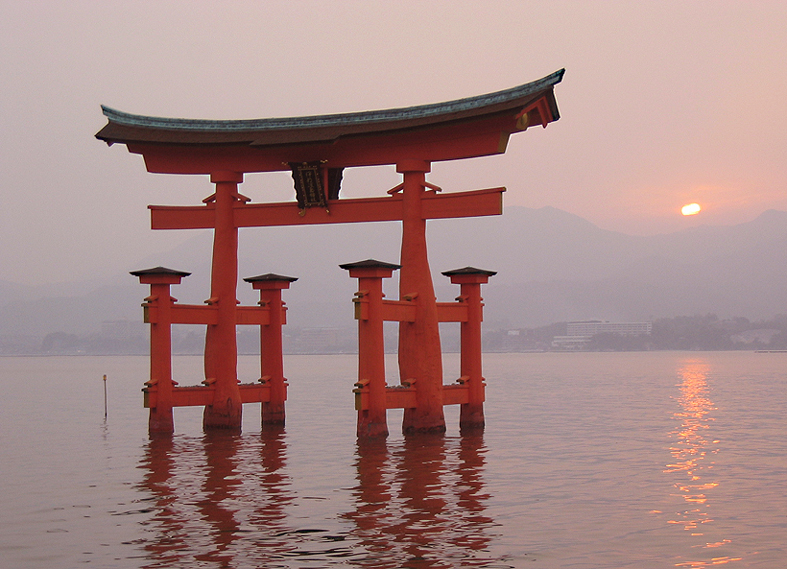
Торії святилища Іцукусіма

Особливістю синтоїстських храмів є ворота торії (яп. 鳥 居) при вході в храм — аналог китайських пайлоу. Торії не мають стулок, за формою нагадують букву «П» з двома верхніми перекладинами.
Перед храмовим комплексом можуть бути розташовані одні або двоє воріт торії.
Відповідно до принципу загального оновлення синтоїстські храми регулярно перебудовують з використанням тих же матеріалів і в тих формах. Так святилище Ісе дзінгу, головна синтоїстська святиня Японії, присвячена богині Аматерасу, повністю перебудовується кожні 20 років.

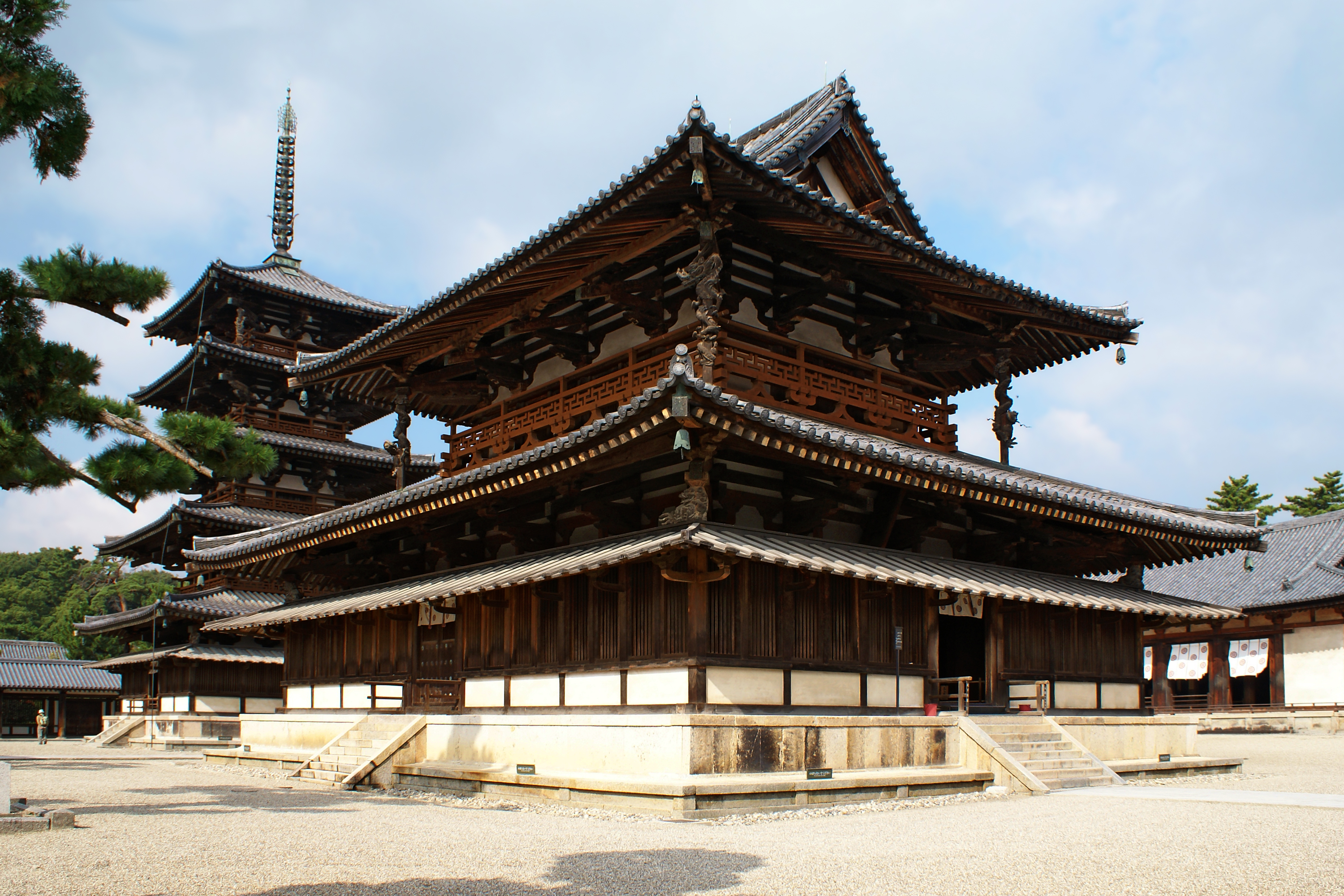
Золотий зал і пагода в Хорюдзі, 607 рік

## Архітектура буддизму
Починаючи з середини VI століття в Японії поширюється буддизм, завезений з корейської держави Пекче. Буддизм мав помітний вплив на архітектуру цього періоду. Важливою ознакою будівельної практики стало використання кам'яного фундаменту. Перші буддійські релігійні споруди являли собою практично точні копії китайських зразків. Розташування будівель визначали з урахуванням гірського ландшафту, споруди розташовували асиметрично, в проекті ансамблю враховували сумісність з природою, а не агресивне втручання в неї. Вплив буддизму на архітектуру синтоїстських храмів відбився в збільшенні декоративних елементів, будівлі фарбували в яскраві кольори, доповнювали металевими і дерев'яними прикрасами.
Однією з найдавніших зі збережених дерев'яних будівель в світі вважається буддійський храм Хорюдзі (яп. 法 隆 寺) в місті Нара побудований за наказом принца Сетоку в 607 році.

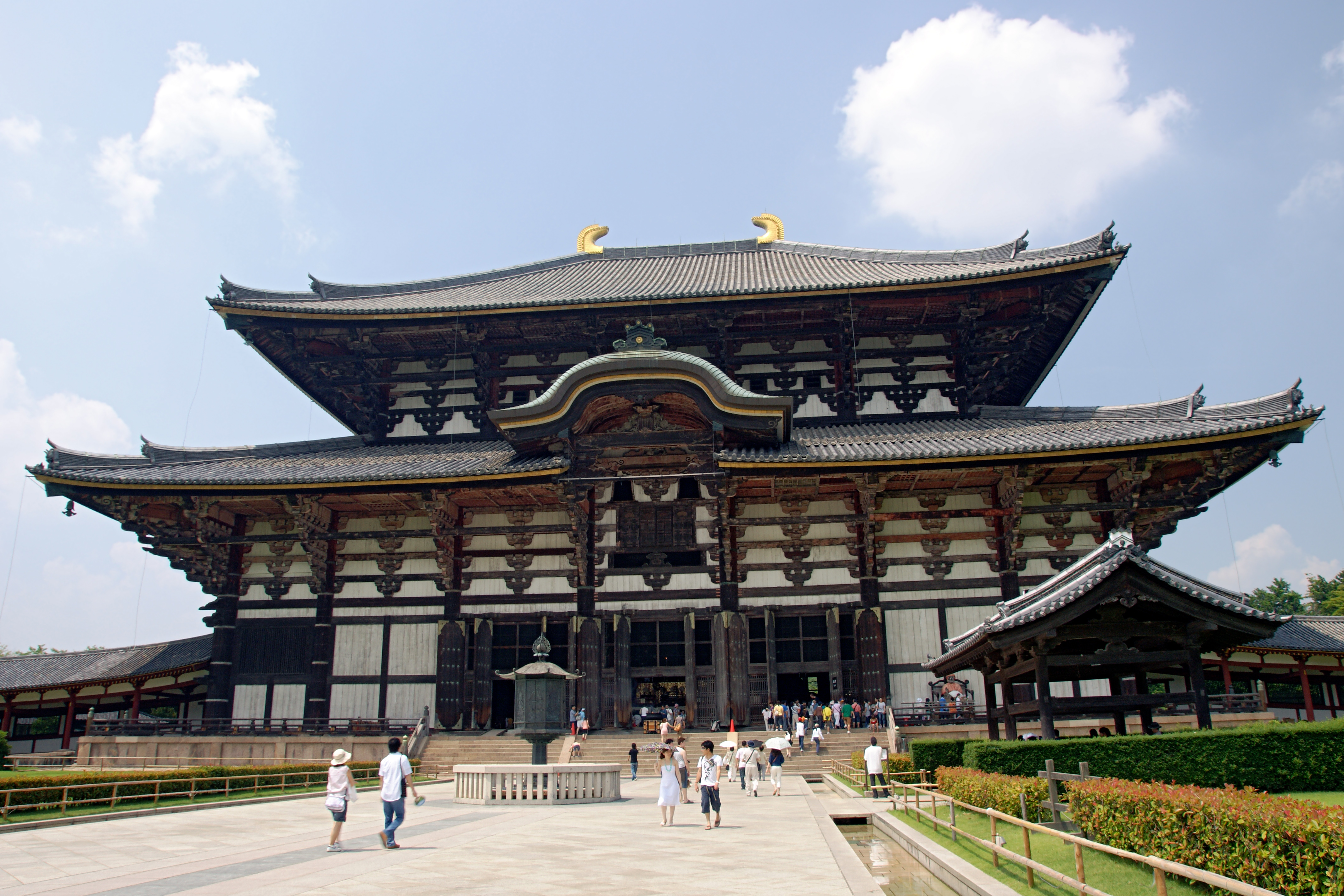
Головний зал храму Монастир Тодай, 745 рік

Споруди виконані в архітектурному стилі китайської династії Тан, комплекс складається з 41 окремої будівлі. Найважливіші з них — головний або Золотий зал (Кондо) і п'ятиярусна пагода 32-метрової висоти. Храмовий комплекс Хорюдзі внесений до Списку об'єктів Всесвітньої спадщини ЮНЕСКО в Японії. Прикладом храмової архітектури XIII століття служить буддійський храм Монастиря Тодай в місті Нара, побудований в 745 році. Храм вважається найбільшою дерев'яною будівлею у світі.
|                                             |                              |                        |
| Храм Фенікса (храм Хоодо) в монастирі Бьодо | Прикраса на даху храму Хоодо | Храм Дайго-дзі в Кіото |

## Період некритичних запозичень

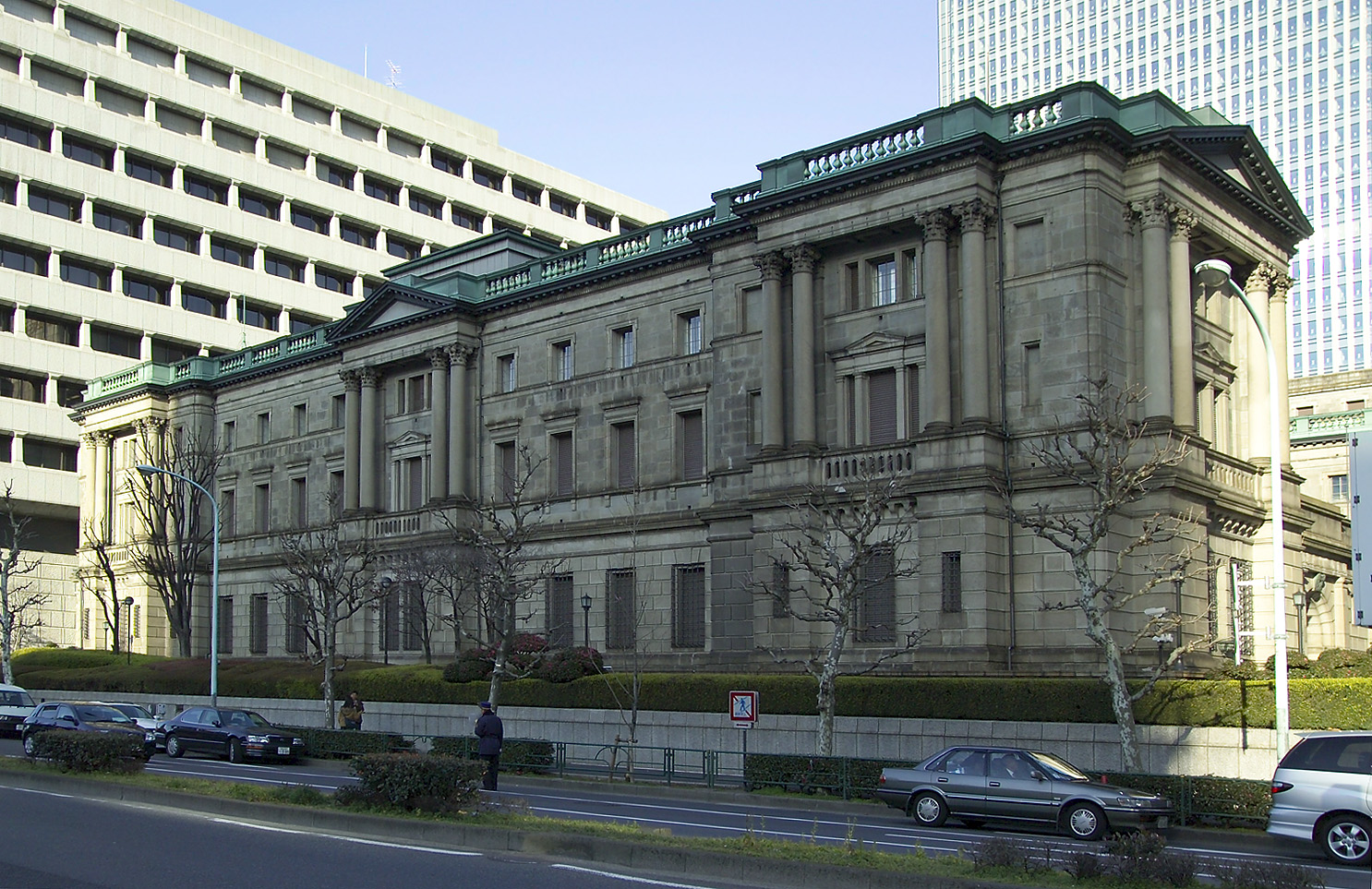
Банк в історичному стилі, Токіо.

На зламі 19-20 ст. в японській архітектурі мав місце період некритичних запозичень з арсеналу західноєвропейської архітектури, у якій тоді панував еклектизм. Нові тенденції в архітектурі лише почали власну історичну ходу (використання заліза і скла, Джозеф Пакстон, Кришталевий палац, низка архітекторів, що заснувала стиль сецесії, широке використання бетону).
Японські архітектори цього періоду некритично запозичили як технології (цегляна кладка, тинькування), так і декоративну складову західноєвропейських історичних стилів, вироблених у сейсмічно спокійних європейських країнах (Північ Італії, Франція, Велика Британія тощо). Вулички міст Японії наче отримали європейський вигляд. Але низка середніх і потужних землетрусів, таких характерних для Японії, звела нанівець як ці запозичення, так і споруди в історичних стилях.
Сумний власний досвід і феодальна звичка до запозичень усього вигідного для себе нарешті призвела не до запозичень форм і архітектурного декору, а до запозичень технологій будівництва зі сталі і бетону. Лише після цього народилася власна школа архітектури Японії з усіма її технічними винаходами (типові плани, типові архітектурні деталі, використання нових будматеріалів), формами і недоліками (збереження хаотичної середньовічної забудови, відсутність назв вулиць, тіснява, перенаселеність, крайні форми оригінальності і індивідуалізму будь-якою ціною).

## На початку 21 століття
Нові технології істотно вплинули на архітектуру Японії і її образну виразність. Необхідність наново будувати зруйновані після Другої світової війни міста стала могутнім стимулом для розвитку нової японської архітектури. При цьому відбудовані міста надзвичайно відрізнялися від довоєнних і за силуетом, і за плануванням, і за будівельними матеріалами, і за комунікаціями.

## Галерея

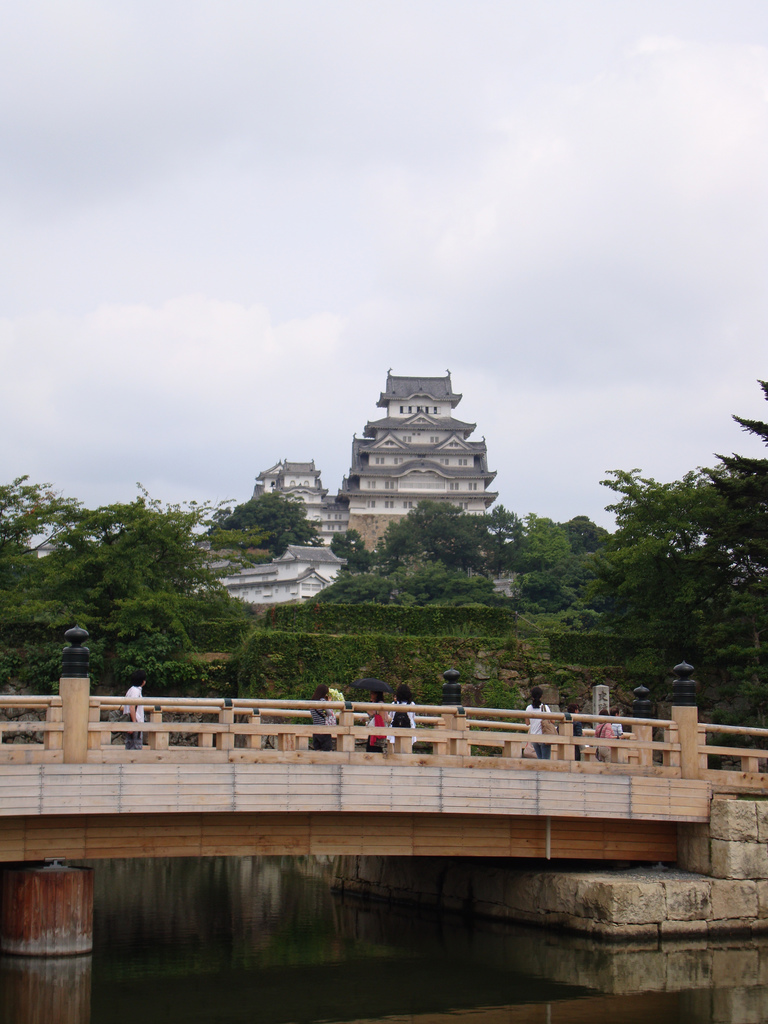
Замок Хімедзі і традиційний японський міст, фото 2008 р.

Краєвид токійського району Сіндзюку на тлі гори Фудзі. Фото 2009 р.

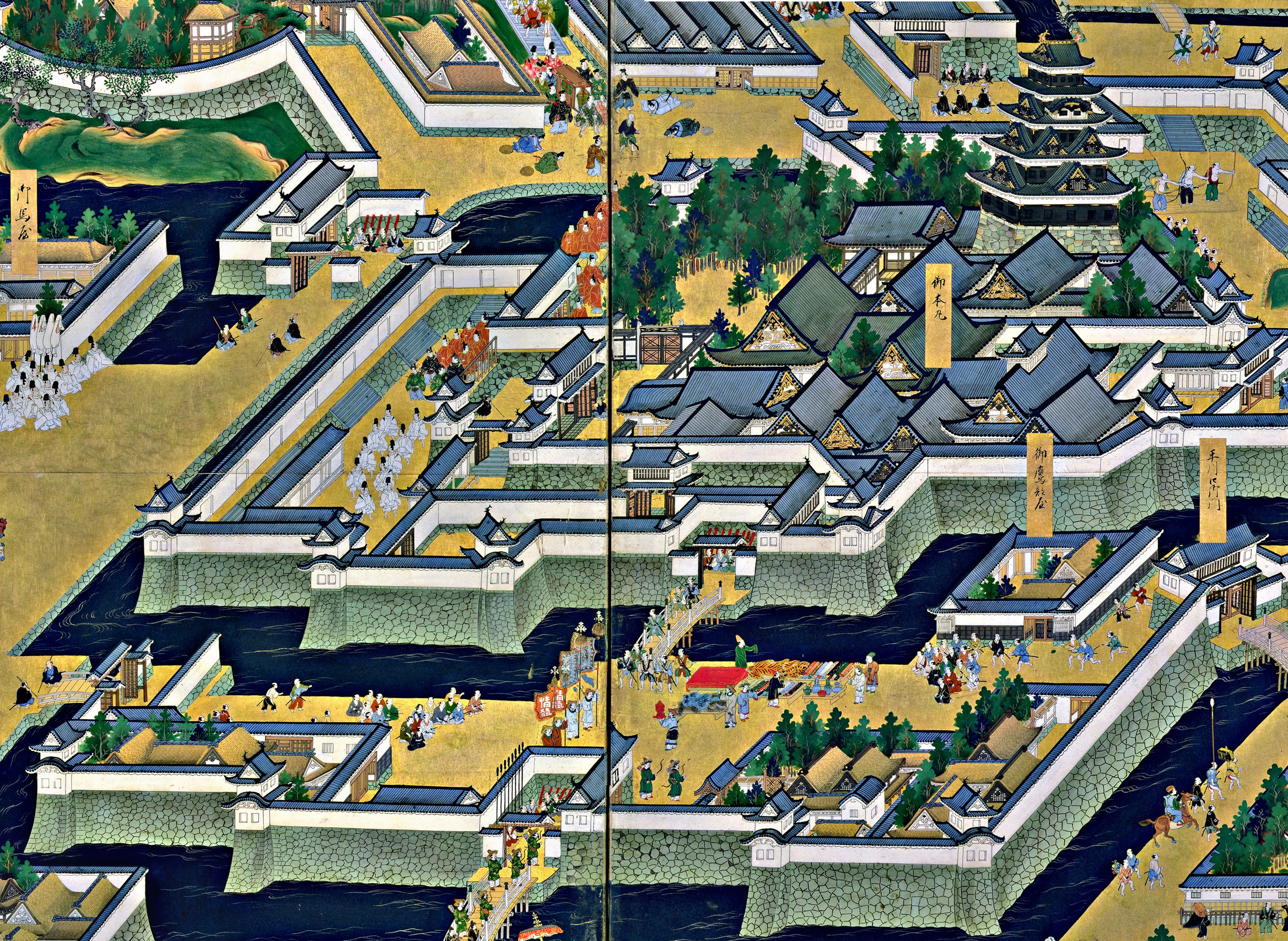
«Замок Едо», фрагмент ширми 17 ст.
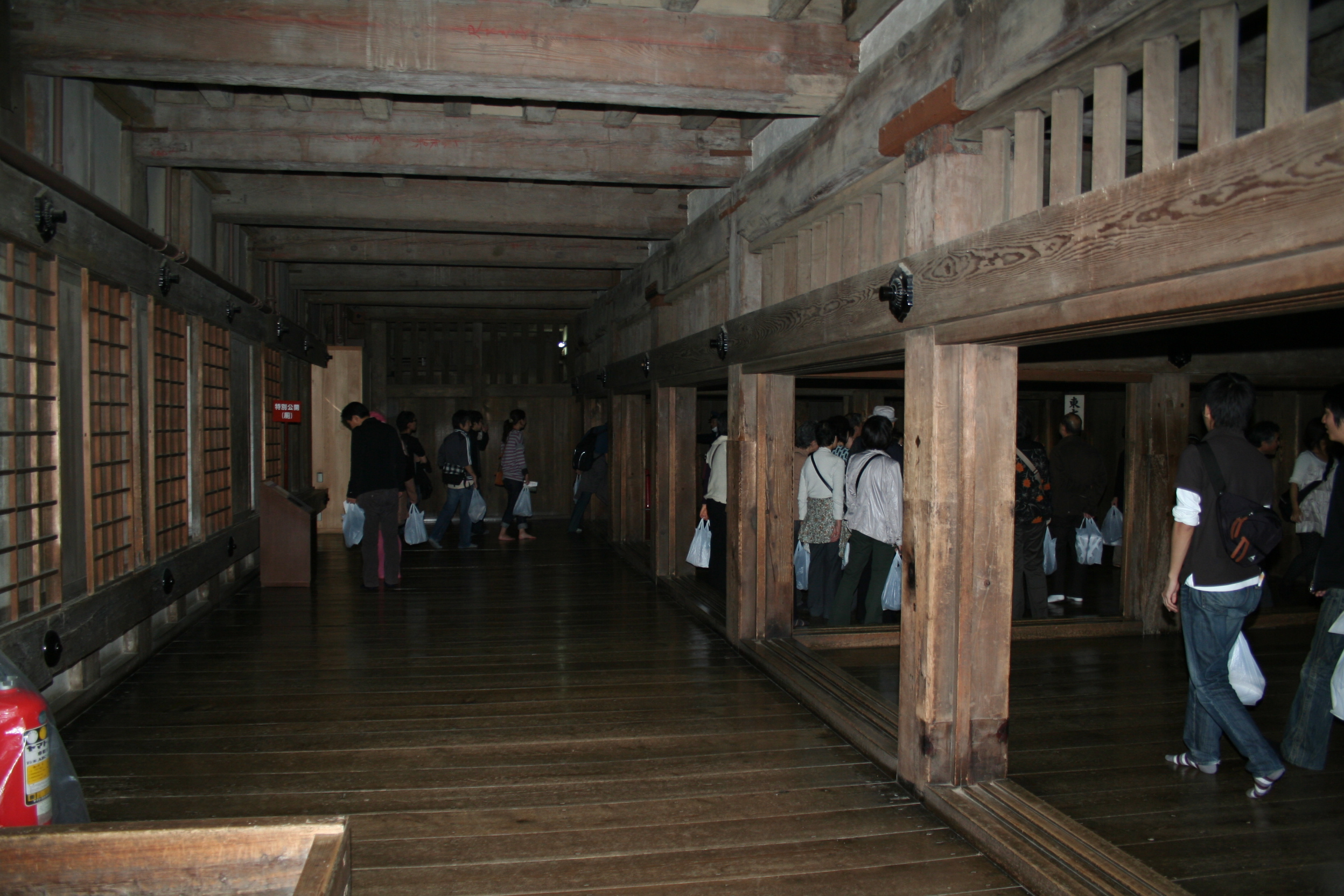
Замок Хімедзі, інтер'єр. Фото 2009 р.
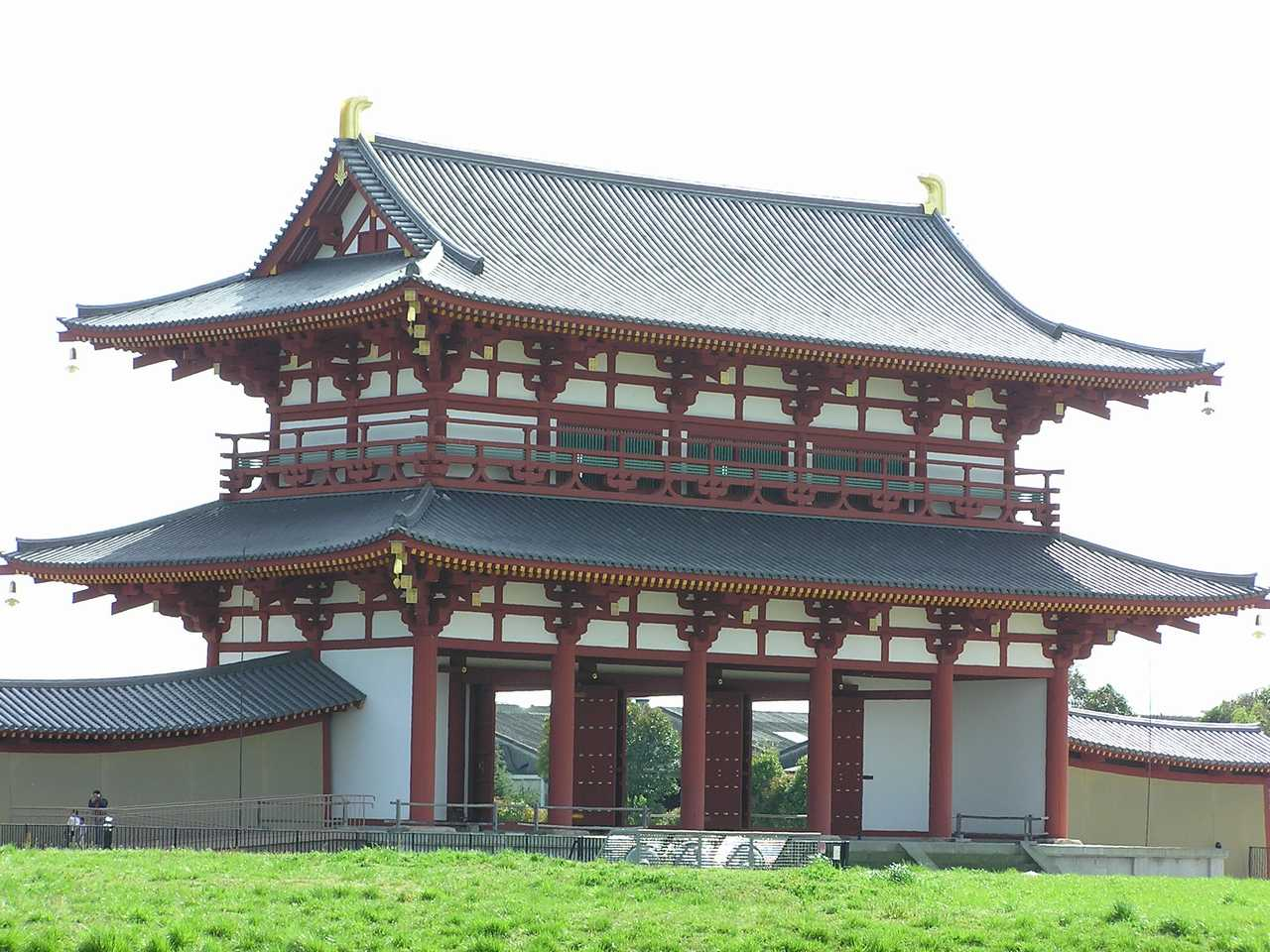
Нара, імператорський палац (Палац Хейдзьо). Фото 2007 р.
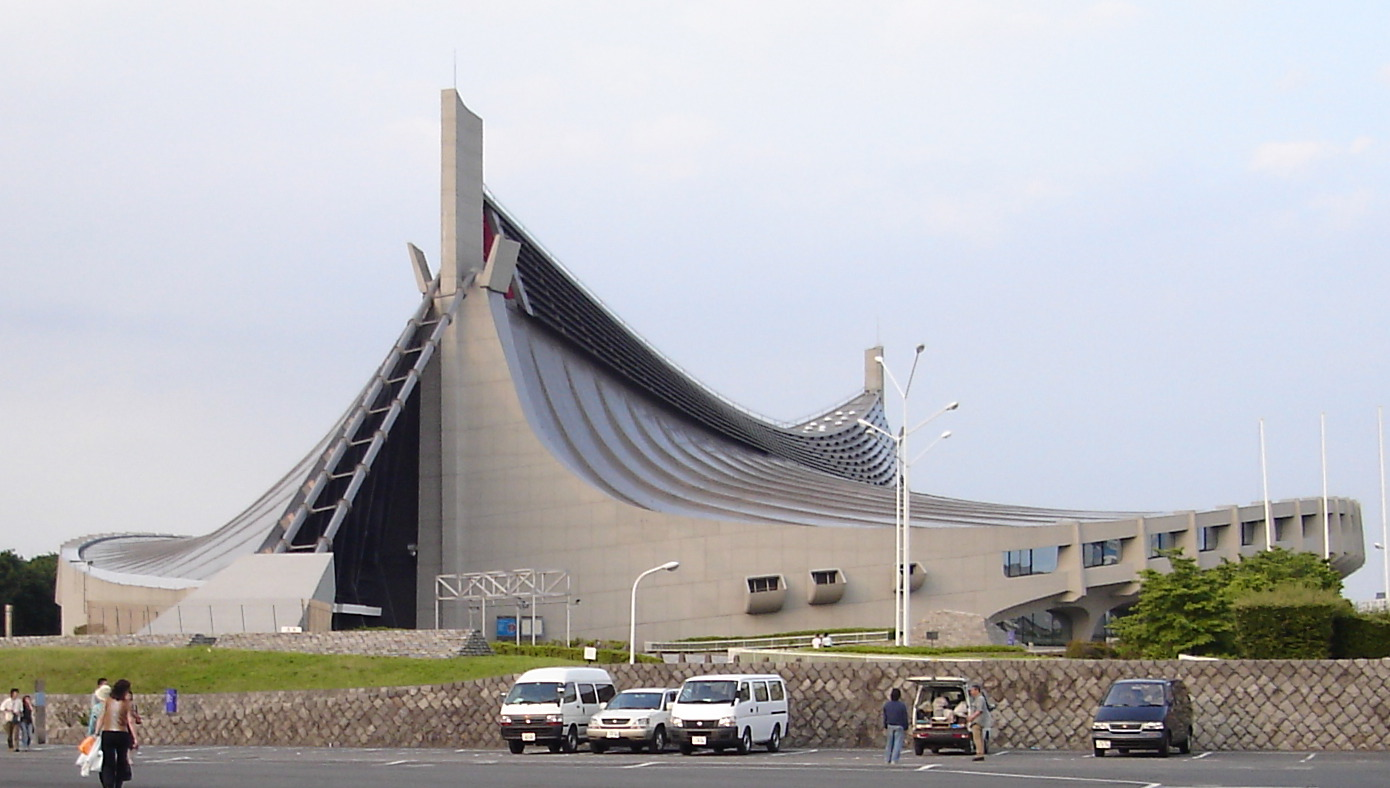
Олімпійський центр в Токіо (1964) — приклад структурного експресіонізму. Фото 2005 р.
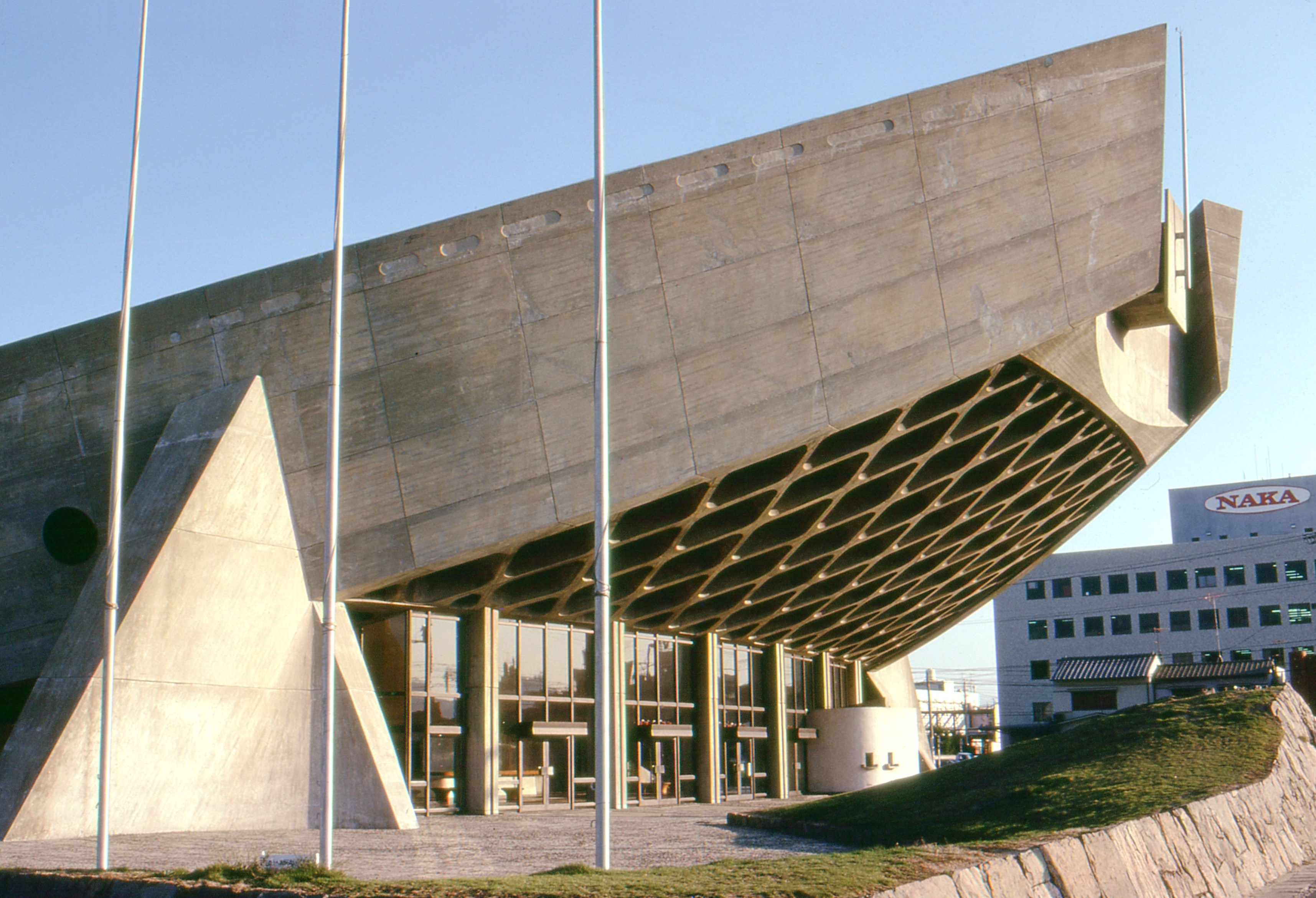
Кендзо Танге. Такамацу Арена.  Фото 2013 р.
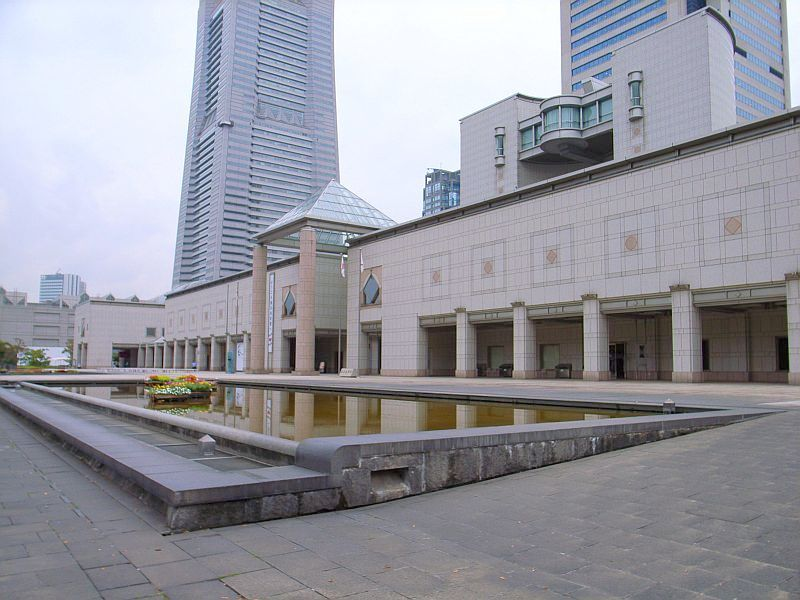
Кендзо Танге. Музей мистецтв, Йокогама. Фото 2012 р.
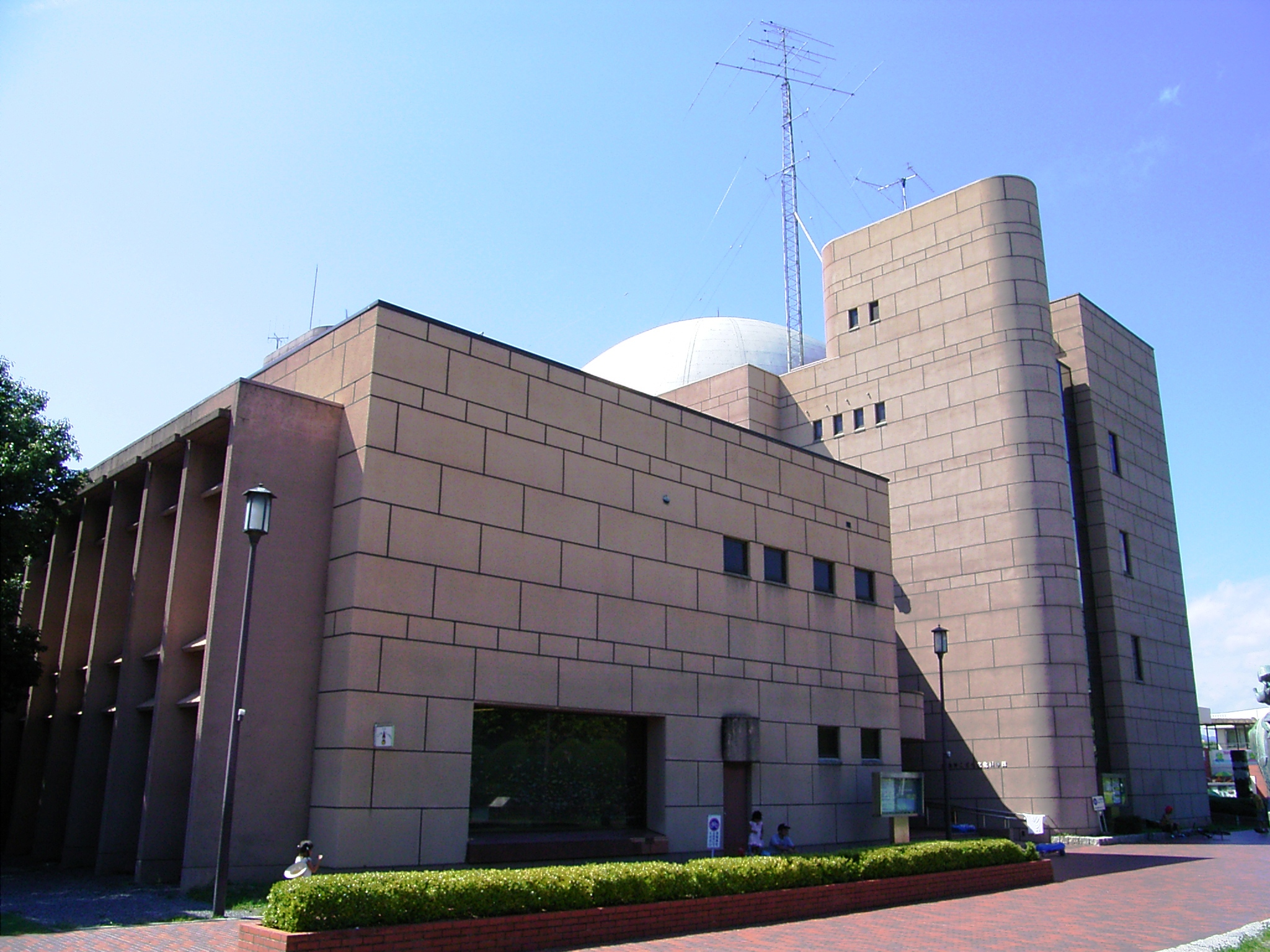
Кендзо Танге. Хіросіма, Дитячий музей. Фото 2006 р.
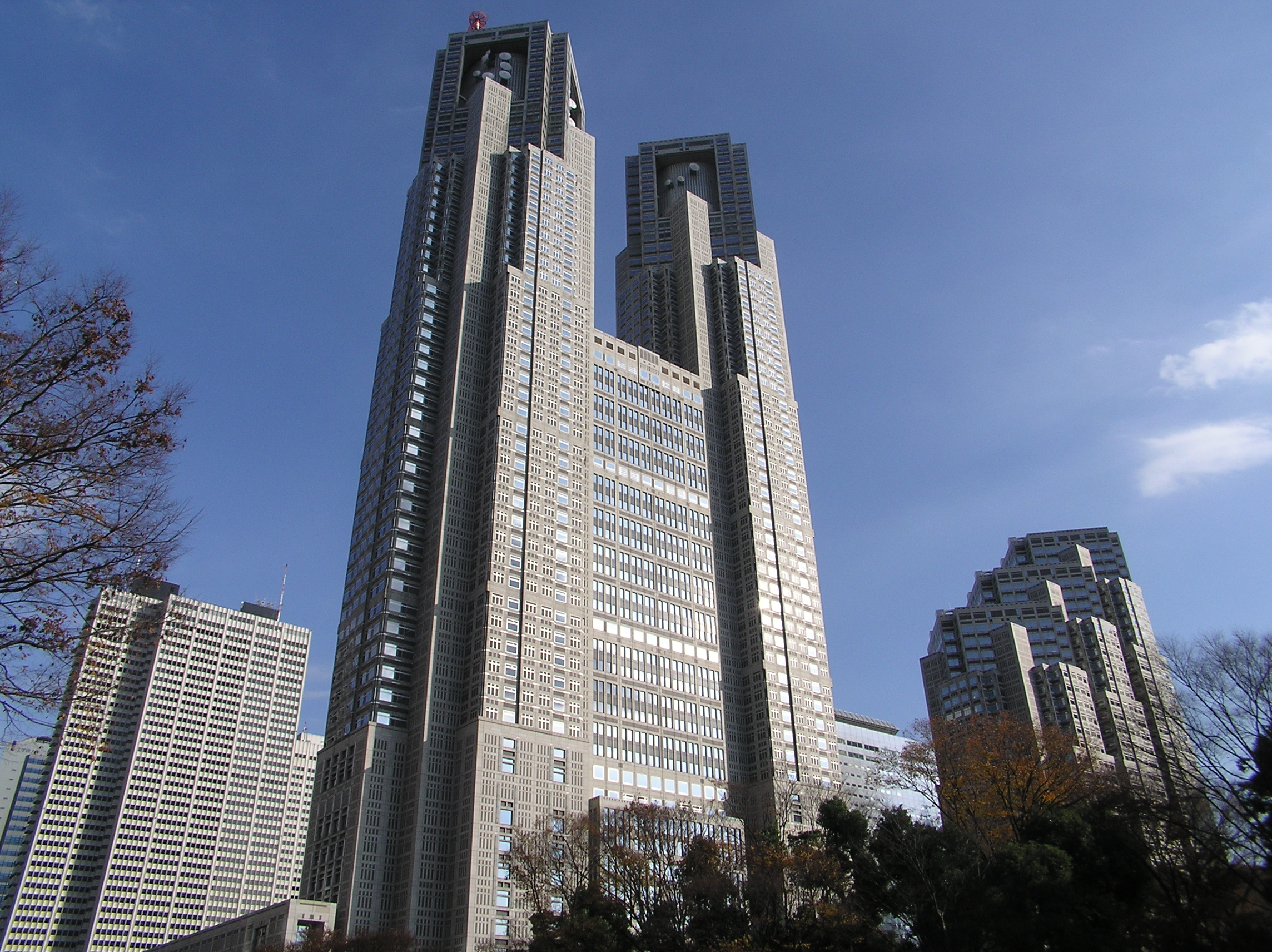
Будівля Токійського столичного уряду.  Фото 2005 р.